# نقشه‌های تهران قدیم
پژوهشی که توسط رضا شیرازیان پژوهشگر و نویسنده آزاد از سال ۱۳۹۰ شمسی تاکنون دنبال می‌شود.
حاصل این پژوهش انتشار سه اثر با عناوین: ۱- راهنمای نقشه‌های تاریخی تهران (انتشارات دستان – ۱۳۹۱ش)؛ ۲- اطلس تهران قدیم (انتشارات دستان – ۱۳۹۴ش) که دربردارند ۱۴۰ نقشه تاریخی از تهران است و برگزیده کتاب برتر در سومین جشنواره جایزه تهران شد؛ ۳- تهران نگاری، بانک نقشه‌ها و عناوین مکانی تهران قدیم (انتشارات دستان – ۱۳۹۶ش) که دربردارنده ۳۱۴ قطعه نقشه تهران است.
مجموعه نقشه‌هایی که در این آثار منتشر شده‌اند، به تدریج از سازمان‌ها و مراکز اسناد در داخل و خارج کشور، مجموعه‌داران خصوصی و خانواده نقشه‌برداران گردآوری شده‌است. در هر یک از این آثار تمام عناوین و مختصات ثبت شده بر روی نقشه‌ها بازخوانی و فهرست شده‌اند. قدیمی‌ترین نمونه از مجموعه نقشه‌های تهران قدیم به سال ۱۲۴۱ قمری/ ۱۸۲۶م هم‌زمان با دوره سلطنت فتحعلیشاه قاجار مربوط است و جدیدترین آنها به دوره پهلوی و سال ۱۳۵۷شمسی/ ۱۹۷۹م بازمی‌گردد.